# Danuta Drozdowska
Danuta Drozdowska z domu Bartulewicz (ur. 24 lutego 1965 w Białymstoku) – polska naukowiec, chemik, doktor habilitowany nauk farmaceutycznych.

## Życiorys
W 1989 ukończyła studia chemiczne na Filii Uniwersytetu Warszawskiego w Białymstoku. Zaraz po studiach rozpoczęła pracę w Zakładzie Chemii Organicznej Akademii Medycznej w Białymstoku na stanowisku asystenta stażysty, a następnie asystenta. W 1999 pod kierunkiem dra hab. Andrzeja Różańskiego z Zakładu Chemii Organicznej AMB obroniła pracę doktorską "Modelowanie i synteza karbocyklicznych leksitropsyn" uzyskując stopień naukowy doktora nauk farmaceutycznych. W 2012 na podstawie osiągnięć naukowych i złożonej rozprawy "Synteza i aktywność biologiczna leksitropsyn - nowych związków o działaniu antynowotworowym" uzyskała stopień naukowy doktora habilitowanego nauk farmaceutycznych.
Zatrudniona na stanowisku adiunkta w Zakładzie Chemii Organicznej UMB.